# Varanus spinulosus
Il varano dal collo spinoso (Varanus spinulosus Mertens, 1941) è una specie della famiglia dei Varanidi. Robert Mertens, che descrisse la specie nel 1941, lo classificò inizialmente come una sottospecie del varano delle mangrovie (V. indicus); successivamente, però, è stato elevato al rango di specie a parte, malgrado la grande somiglianza con V. indicus: l'unica differenza consistente, infatti, riguarda la testa, più massiccia in V. spinulosus.

## Descrizione
Il varano dal collo spinoso è di colore variabile dal verde oliva al marrone molto scuro. Sul dorso, disposte in file, sono presenti grandi macchie gialle. La coda compressa lateralmente, come quella di V. indicus, fa ipotizzare uno stile di vita acquatico.

## Distribuzione e habitat
L'areale del varano dal collo spinoso è ristretto ad alcune isole del gruppo delle Salomone. Negli ultimi anni, alcuni esemplari provenienti da Santa Isabel sono stati introdotti negli Stati Uniti.

## Biologia
Non si conosce granché delle sue abitudini, ma si ritiene che siano simili a quelle del varano delle mangrovie. Si nutre di insetti, granchi, pesci e topi.